# Дуриан кутейский
Дуриан кутейский (лат. Durio kutejensis) — вид тропических деревьев рода Дуриан семейства Мальвовые.

## Распространение
Произрастает в тропический лесах до высоты 1300 метров Индонезии и Малайзии. Эндемик Калимантана. Вид был завезен в Квинсленд.

## Описание
Дуриан кутейский представляет собой вечнозеленое дерево высотой 25—30 метров. Крона начинается на высоте 12 метров. Длина листьев 20—25 см, ширина 5—7 см. Цветы кутеского дуриана опыляют летучие мыши и гигантские пчелы. Вес плодов 1 —2 кг. Считается, что плоды дуриана кутейского имеют более приятный запах, чем плоды Durio zibethinus.

## Галерея

Плоды дуриана кутейского
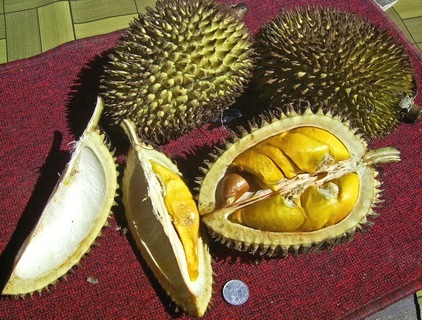
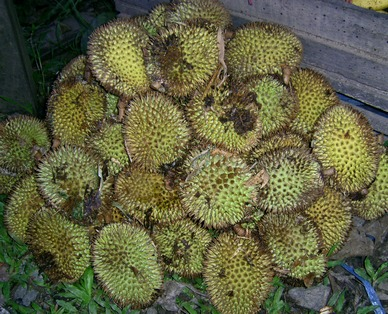
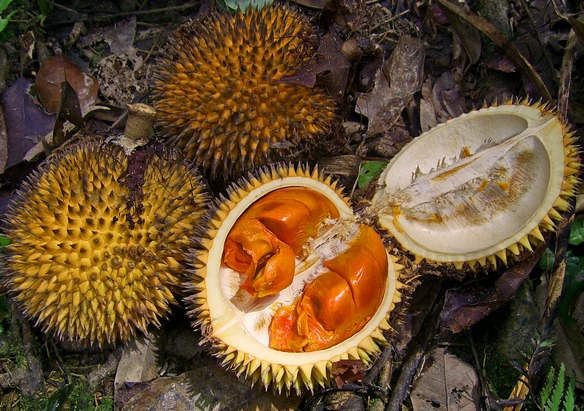

## Статус
Охранный статус вида — VU — Находящиеся в уязвимом положении.